# Strongylophthalmyia ustulata
Strongylophthalmyia ustulata is een vliegensoort uit de familie van de Strongylophthalmyiidae. De wetenschappelijke naam van de soort is voor het eerst geldig gepubliceerd in 1844 door Johan Wilhelm Zetterstedt.